# Günther Fischer

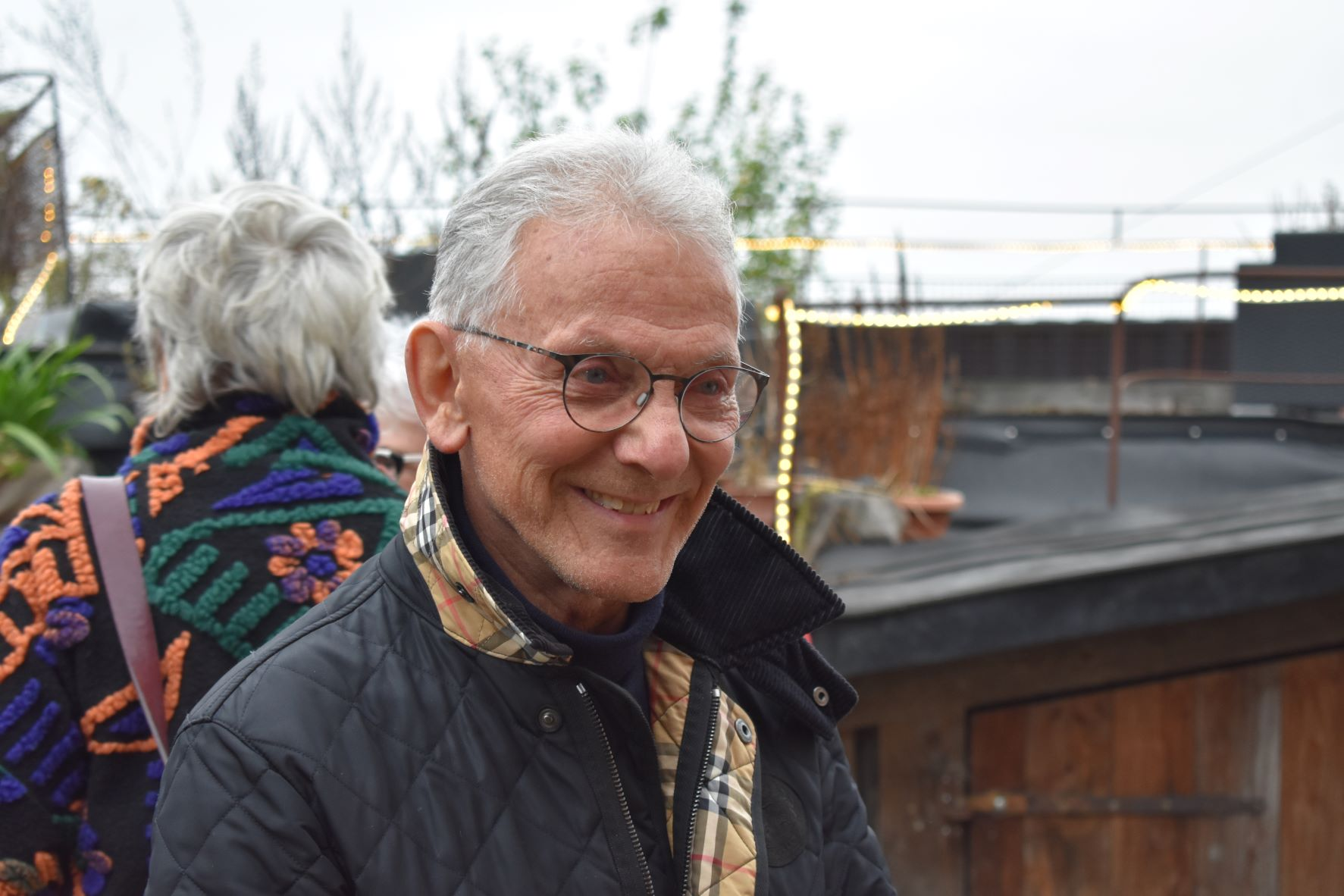
Günther Fischer (2022)

Günther Fischer (* 23. Juni 1944 in Teplitz-Schönau, Reichsgau Sudetenland) ist ein deutscher Jazzmusiker, Saxophonist, Bandleader und Komponist.

## Leben
Die Familie von Günther Fischer floh nach dem Krieg von Teplitz-Schönau nach Zwickau. Er erhielt von seinen Eltern Geigen- und Klavierunterricht und gründete 1960 sein eigenes Trio für Gitarre, Bass und Akkordeon. Von 1960 bis 1963 studierte er am Robert-Schumann-Konservatorium Zwickau das Fach Musikpädagogik. 1965 bis 1969 führte er sein Studium an der Musikhochschule „Hanns Eisler“ in Ost-Berlin fort. Er nahm Unterricht in den Fächern Klarinette, Saxophon, Dirigieren, Komposition und Arrangement. Gleichzeitig spielte er in der Klaus-Lenz-Band. 1967 gründete er gemeinsam mit dem Pianisten Reinhard Lakomy, dem Schlagzeuger Wolfgang Zicke Schneider und dem Bassisten Hans Schätzke seine eigene Jazzband, die sich 1969, als der Gitarrist Fred Baumert dazu stieß, vom Günther-Fischer-Quartett zum Quintett (und 1979 mit dem Trompeter Hans-Joachim Graswurm zum Sextett) erweiterte. Am Keyboard war auf Reinhard Lakomy Mario Peters gefolgt. Die Band gab Konzerte mit Uschi Brüning und Manfred Krug, später auch mit Veronika Fischer und mit Regine Dobberschütz.
Fischer spielte Klavier, Saxophon, Flöte und Klarinette, schrieb und arrangierte darüber hinaus Musik für das Ensemble. 1972 wurde er Dozent an der Hochschule für Musik „Hanns Eisler“ Berlin in der Abteilung Tanzmusik für die Fächer Komposition und Arrangieren.
1967 gründete er eine Jazzformation, die noch heute als Günther-Fischer-Band existiert. Konzerttourneen führten das Ensemble unter anderem durch Europa, Asien und Afrika. Von 1969 bis 1970 war auch Armin Mueller-Stahl Mitglied der Band, mit dem Günther Fischer 1971 bis 1972 für eine Schallplattenproduktion und in einer Fernsehshow zusammenarbeitete.
In den Kammerspielen des Deutschen Theaters Berlin trat er unter anderem mit Klaus Lenz und seinem Pianisten Reinhard Lakomy in der Veranstaltungsreihe „Jazz in der Kammer“ auf. Er schrieb Lieder für Manfred Krug (Das war nur ein Moment) und Veronika Fischer (Liebeserklärung an Berlin, 1977). Sein erstes Musical Jack the Ripper wurde 1989 unter der Regie von Jürgen Kern und mit Katrin Weber in der weiblichen und Hartwig Rudolz in der männlichen Hauptrolle in Celle uraufgeführt. Weitere Kompositionen für Theater und Ballett entstanden für das Burgtheater in Wien und das Schauspielhaus Zürich.
Seine Kompositionen sind stilistisch vielfältig, reichen von Funk- und Soul-Jazz über Beat und Rock bis zum Liedhaften, was sich in seiner späteren Filmmusik fortsetzt. Er schrieb unter anderem die Filmmusik zu Schöner Gigolo, armer Gigolo (Bundesrepublik Deutschland 1978), Die große Flatter (Bundesrepublik Deutschland 1979) und Didi und die Rache der Enterbten (Bundesrepublik Deutschland 1985).
Auch nach der Wende schrieb er viele Filmmusiken, beispielsweise für die Fernsehserien Unser Lehrer Doktor Specht, Für alle Fälle Stefanie, Familie Dr. Kleist und Der letzte Zeuge.
1993 warf Manfred Krug Fischer im Nachrichtenmagazin Der Spiegel vor, Berichte über ihn für das Ministerium für Staatssicherheit der DDR verfasst zu haben. Fischer dementierte diesen Vorwurf; weitere publizistische Stimmen gehen jedoch davon aus, dass Fischer als IM „Günther“ geführt wurde.
Günther Fischer lebt seit 1997 im irischen Kinsale bei Cork und ist Vater von Laura Fischer, die selbst Sängerin in der Band Laura Fischer & Band ist und mit der er gelegentlich gemeinsam auftritt.

## Diskografie
- 1969: Lenz für Fenz (Amiga)
- 1971: Krug No. 1: Das war nur ein Moment (Manfred Krug; Amiga)
- 1971: Günther-Fischer-Quintett And Uschi Brüning (Amiga)
- 1972: Krug No. 2: Ein Hauch von Frühling (Manfred Krug; Amiga)
- 1973: Krug No. 3: Greens (Manfred Krug; Amiga)
- 1974: Günther-Fischer-Quintett and Uschi Brüning And Sinphonic Orchestra (Amiga)
- 1976: Krug No. 4: Du bist heute wie neu (Manfred Krug; Amiga)
- 1977: Liebeserklärung an Berlin (Veronika Fischer; Amiga)
- 1978: Kombination (Quintett) (Amiga)
- 1979: Schöner Gigolo, Armer Gigolo (Original Soundtrack; Amiga)
- 1979: Komm in den Park von Sanssouci (Dagmar Koller; Amiga)
- 1980: Film-Music (Amiga)
- 1981: Lieder von drüben (Intercord)
- 1984: Seitensprung (Eberhard Büchner, Deutsche Staatsoper Berlin; Amiga)
- 1984: Nightkill (Günther Fischer-Sound-Tracks; Amiga)
- 1984: Jazz-Jamboree (Muza)
- 1988: Traumvisionen (Musi Caudio)
- 1989: All Way’s Kaputt (Musi Caudio)
- 1990: Streets of Berlin (Musi Caudio)
- 1993: Marilyn-Musical (Günther Fischer, Max Beinemann; Edel)
- 1994: Tödliches Geld (Sound-Track) (BMG)
- 2000: The New Adventures Of Pinocchio (erschienen in den USA)
- 2001: Jazz (Günther Fischer & Tom O’Hare; erschienen in Irland)
- 2007: Günther Fischer (Gesamtwerke) (Sony BMG)
- 2015: Günther Fischer & Weimarer Staatskapelle – Live in Weimar (Edel)

## Filmografie (Auswahl)
- 1971: Eolomea
- 1971: Tecumseh
- 1972: Hund über Bord
- 1973: Zement (Fernsehfilm, 2 Teile)
- 1973: Die sieben Affären der Doña Juanita (vierteiliger Fernsehfilm)
- 1973: Der Wüstenkönig von Brandenburg
- 1974: Bankett für Achilles
- 1974: Wie füttert man einen Esel
- 1974: Ansichtssachen
- 1974: Hans Röckle und der Teufel
- 1975: Happy End
- 1975: Geschwister
- 1976: Hostess
- 1976: Leben und Tod Richard III. (Theateraufzeichnung)
- 1976: Das Versteck
- 1976: Ottokar der Weltverbesserer
- 1977: Camping-Camping (Fernsehfilm)
- 1977: Ein irrer Duft von frischem Heu
- 1977: Die Flucht
- 1977/1979: Feuer unter Deck
- 1978: Schöner Gigolo, armer Gigolo
- 1978: Ein Sonntagskind, das manchmal spinnt
- 1978: Geschlossene Gesellschaft (Fernsehfilm)
- 1978: Der Meisterdieb (Fernsehfilm)
- 1979: P.S.
- 1979: Des Henkers Bruder
- 1979: Die große Flatter (Fernsehfilm)
- 1979: Verlobung in Hullerbusch (Fernsehfilm)
- 1980: Nightkill
- 1980: Heute abend und morgen früh (Diplomfilm)
- 1980: Solo Sunny
- 1980: Und nächstes Jahr am Balaton
- 1980: Die drei anderen Jahreszeiten (Dokumentarfilm)
- 1981: Der König und sein Narr (Fernsehfilm)
- 1981: Pugowitza
- 1981: Bürgschaft für ein Jahr
- 1982: Romanze mit Amélie
- 1982: Der Prinz hinter den sieben Meeren
- 1982: Märkische Forschungen
- 1983: Der Aufenthalt
- 1983: Bürger Luther – Wittenberg 1508–1546
- 1983: Copyright by Luther
- 1983: Der Staatsanwalt hat das Wort: Ein gefährlicher Fund (Fernsehreihe)
- 1983: Fariaho
- 1984: Friedensfahrer (Dokumentarfilm)
- 1984: Liebe ist kein Argument
- 1984: Bockshorn
- 1984: Die schöne Wilhelmine (Fernsehserie)
- 1984: Die Grünstein-Variante (Fernsehfilm)
- 1985: Didi und die Rache der Enterbten
- 1985: Meine Frau Inge und meine Frau Schmidt
- 1985: Die Abschiebung
- 1985: Hautnah (Fernsehfilm)
- 1985: Die Zeit die bleibt
- 1986: Wenn man eine Liebe hat...
- 1986: Das Haus am Fluß
- 1986: Der Bärenhäuter
- 1986: Berliner Weiße mit Schuß
- 1986: Joe Polowsky – ein amerikanischer Träumer
- 1986: Die Pattbergs (Fernsehfilm)
- 1986: Meier
- 1987: Sansibar oder Der letzte Grund (Fernsehfilm)
- 1987: Die Alleinseglerin
- 1987: Einer trage des anderen Last …
- 1987: Wie ein Fisch im Wasser (Dokumentarfilm)
- 1988: Der Passagier
- 1988: Die Entfernung zwischen dir und mir und ihr
- 1988: A.D.A.M.
- 1988: Der Bruch
- 1988: Froschkönig
- 1988: Polizeiruf 110: Der Mann im Baum (Fernsehreihe)
- 1989: Das Spinnennetz
- 1989: Grüne Hochzeit
- 1989: Eine unheimliche Karriere
- 1990: Wüstenfieber (Fernsehfilm)
- 1990: Unser Lehrer Dr. Specht (Fernsehserie)
- 1990: Paul (Fernsehfilm)
- 1990: Der Staatsanwalt hat das Wort: Blonder Tiger, Schwarzer Tango
- 1990: Polizeiruf 110: Falscher Jasmin
- 1990: Der achte Tag
- 1990: Albert Einstein
- 1991: Polizeiruf 110: Big Band Time
- 1991: Bronsteins Kinder
- 1991: Sie und er (Fernsehfilm)
- 1991: Farßmann oder Zu Fuß in die Sackgasse
- 1991: Der Verdacht
- 1991: Der Tangospieler
- 1991: Ende der Unschuld (Fernsehfilm)
- 1991: In Teufels Küche (Fernsehfilm)
- 1991–1992: Der Hausgeist (Fernsehserie)
- 1992: Das große Fest (Fernsehfilm)
- 1992: Inge, April und Mai
- 1993: Der Kinoerzähler
- 1993: Der Havelkaiser (Fernsehserie)
- 1993: Durchreise  – Die Geschichte einer Firma (Fernsehsechsteiler)
- 1994: Hallo, Onkel Doc! (Fernsehserie)
- 1994: Zwei alte Hasen (Fernsehserie)
- 1994: Frauenarzt Dr. Markus Merthin (Fernsehserie)
- 1995: Nich’ mit Leo
- 1995: Verschollen in Thailand (Fernsehserie)
- 1995: Tödliches Geld
- 1995: Für alle Fälle Stefanie (Fernsehserie)
- 1996: Der Schattenmann (Fernsehserie)
- 1997: Tresko (TV-Serie)
- 1997–2000: Die Straßen von Berlin (TV-Serie)
- 1998: Der letzte Zeuge (Fernsehserie)
- 1998: Der Kapitän (Fernsehserie)
- 1999: Die neuen Abenteuer des Pinocchio
- 2002: Unser Papa, das Genie (Fernsehfilm)
- 2003: Nicht ohne meinen Anwalt (Fernsehserie)
- 2004: Familie Dr. Kleist (Fernsehserie)
- 2008: Die Stein (Fernsehserie)
- 2009: Heiligendamm mit Hanna Schygulla von Michael Blume nach Thomas Mann
- 2009: Whisky mit Wodka
- 2012: Sushi in Suhl

## Theater
- 1986: Dario Fo: Zufällig eine Frau: Elisabeth – Regie: Manfred Wekwerth/Alejandro Quintana (Berliner Ensemble)

## Hörspiele
- 1986: Brüder Grimm: Der Krautesel – Regie: Karin Lorenz (Kinderhörspiel – Litera)
- 1989: Ursula Ullrich: Traumpferdreiten oder: Wo kommen bloß die Babies her? (Komposition und Solo) – Regie: Karin Lorenz (Kinderhörspiel – Litera)
- 2022: Holger Böhme: Die verkehrte Frau (nur Komposition) – Regie: Stefan Kanis (Hörspiel – Mitteldeutscher Rundfunk)

## Auszeichnungen
- 1980: Nationalpreis der DDR II. Klasse
- 1980: Preis der Musik des Nationalen Spielfilmfestivals der DDR in Karl-Marx-Stadt für Solo Sunny
- 1984: Kritikerpreis für Musik für Der Aufenthalt
- 1984: Preis der Musik des Nationalen Spielfilmfestivals der DDR in Karl-Marx-Stadt für Sieben Sommersprossen
- 1986: Preis der Musik des Nationalen Spielfilmfestivals der DDR in Karl-Marx-Stadt für Das Haus am Fluß
- 1987: Kunstpreis des FDGB für Einer trage des anderen Last
- 2020: Askania Award

## Dokumentarfilm
- 1975: Bei Günther Fischer (DEFA-Kurzdokumentarfilm, Regie: Uwe Belz)[5]